# 1983 (Album)

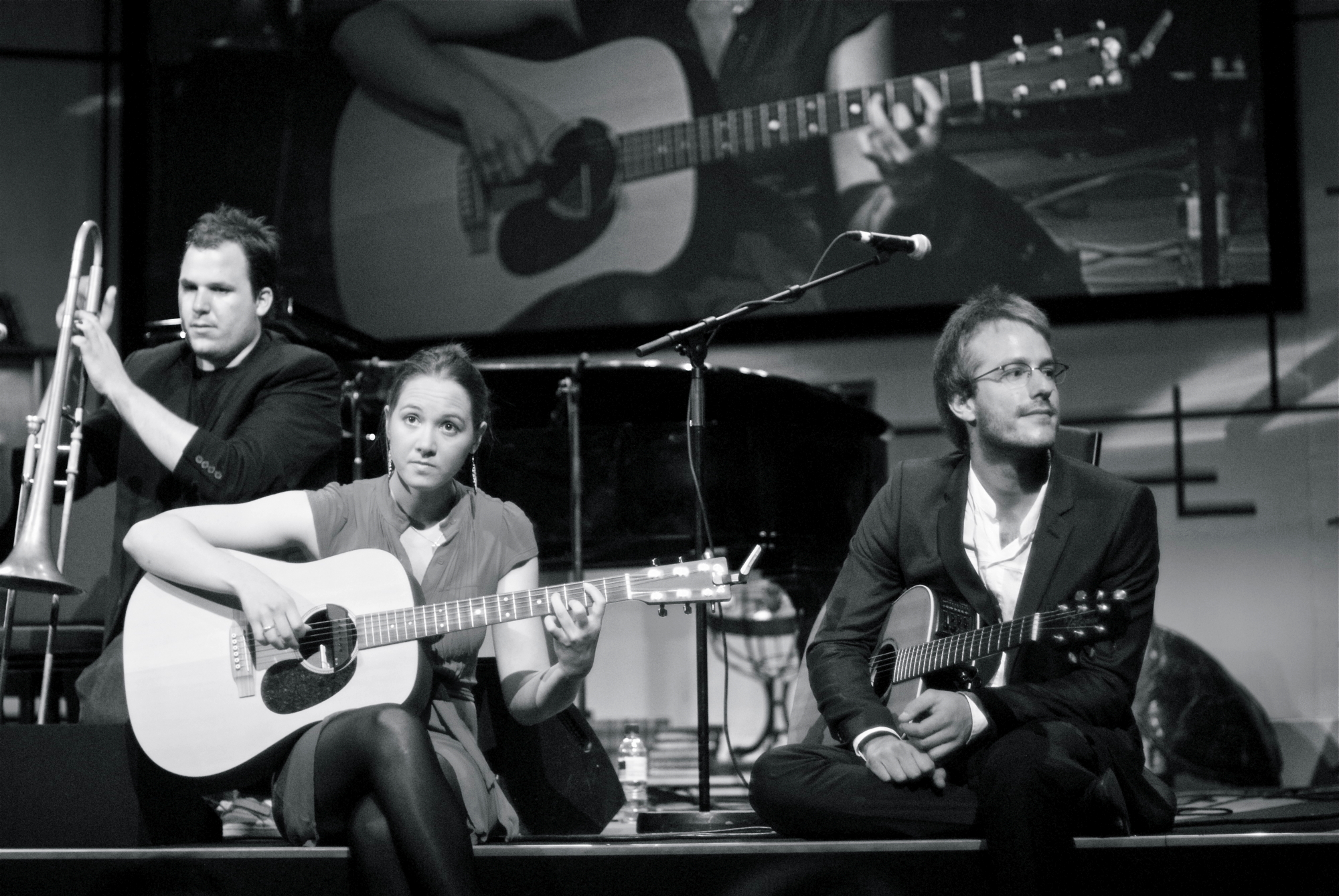
Sophie Hunger mit Michael Flury und Christian Prader (2009)

1983 ist das dritte Studioalbum der Schweizer Sängerin, Gitarristin und Pianistin Sophie Hunger. Das Album wurde am 26. März 2010 in der Schweiz bei Two Gentlemen Records veröffentlicht und stieg direkt auf Platz 1 in die Charts ein.

## Entstehung
Nach dem Überraschungserfolg ihres Studio-Debüts Monday's Ghost, das in der Schweiz mit Platin ausgezeichnet wurde, begann Sophie Hunger im Sommer 2009, in Paris an ihrem zweiten Album zu arbeiten. Gemeinsam mit Michael Flury und Christian Prader, die zu ihrer Begleitband gehören, entwickelte Hunger die neuen Songs.
Sie produzierte 1983 selbst, Co-Produzent war der Toningenieur Stéphane Briat, der schon mit Air und Phoenix gearbeitet hatte.
Der Titel des Albums ist das Geburtsjahr der Sängerin. Das Cover zu 1983 zeigt Sophie Hunger in einer Pose, die dem Selbstporträt „Du oder ich“ der Malerin Maria Lassnig nachempfunden ist, auf dem sich die Künstlerin „eine Pistole an die Schläfe hält und mit einer zweiten auf den Betrachter zielt“. Hunger deutet die Pistolen mit ihren Händen an.
Dem Album ist zudem eine Widmung vorangestellt: „Gewidmet den Kindern der Schweiz, möget ihr aufwachsen, um teilzuhaben.“

## Titelliste
1. Leave Me with the Monkeys – 2:58
2. Lovesong to Everyone – 3:12
3. 1983 – 3:05
4. Headlights – 3:10
5. Citylights Forever – 3:28
6. Your Personal Religion – 4:40
7. Le vent nous portera (Text: Bertrand Cantat, Musik: Noir Désir) – 3:49
8. Travelogue – 2:43
9. Breaking the Waves – 2:42
10. D´Red – 3:15
11. Approximately Gone – 1:35
12. Invisible – 2:34
13. Broken English – 2:38
14. Train People – 2:35

Während der Grossteil der Titel einen englischen Text hat, sind auch je ein deutscher („1983“), ein schwizerdütscher („D`Red“) sowie ein französischer („Le vent nous portera“) Song enthalten. Letzterer ist eine Coverversion, das Original stammt von der Rockband Noir Désir, die das Stück im Jahr 2001 veröffentlichte.

## Themen
In einem Interview sagte Sophie Hunger, dass sie im Vergleich zu ihren ersten Veröffentlichungen auf 1983 ein grösseres Spektrum an Themen behandelt habe. Zudem habe sie sich nicht mehr nur auf sich selbst bezogen, sondern sich „nach aussen gekehrt“. Kritiker sprachen von einem „gebrochene[n] Verhältnis zur Gegenwart“, während Hunger selbst erklärte, es liege „etwas Aggressives im Album“.
Als beispielhaft dafür wurde der Titelsong „1983“ angesehen. Darin wirft Hunger ihrer Generation mangelnden Gemeinsinn und Verlorenheit vor, zudem kritisiert sie das mangelnde Interesse für Umweltschutz. Auch in „Your Personal Religion“ übt sie Gesellschaftskritik und greift dazu das Schlagwort der „persönlichen Religion“ auf, in dem sie „ein[en] Widerspruch in sich“ sieht, der auf eine „Rechtfertigung von Egoismus“ hinauslaufe.
Ein deutlicher Selbstbezug lässt sich hingegen in „Invisible“ erkennen. In diesem Song setzt sich Hunger mit den Medien auseinander, die in ihren Augen alles in eine Show verwandeln. Als konkrete Beispiele nennt sie Barack Obama, Jesus, aber auch die eigene Person. Noch stärker in Zusammenhang mit Sophie Hunger steht „Broken English“, hier beschreibt die Sängerin die Herausforderung, Songs in einer Fremdsprache zu schreiben.

## Rezeption
1983 wurde von der Kritik positiv aufgenommen.
Timo Richard, der das Album für Motor.de rezensierte, schrieb, das Album sei „unterhaltsam und abwechslungsreich“. Im Unterschied zu „den Folk-Pop-Zerbrechlichkeiten der vorigen Alben“ präsentiere sich Hunger selbstbewusst und laut. Gemeinsam mit Produzent Stéphane Briat habe sie „jedem Lied ein eigenes, reduziertes Gewand verpasst“, es käme dem Album zugute, dass Hunger nicht mehr so sehr im Vordergrund stünde.
Für Laut.de schrieb Andreas Bättig, 1983 sei „mal jazzig, […] mal smooth poppig“. Besonders beim schweizerdeutschen Titel D’Red komme man Hunger sehr nahe.
Während 1983 in der Schweiz direkt auf Platz 1 in die Charts einstieg, platzierte sich das Album in Deutschland, Österreich und Frankreich im hinteren Mittelfeld.